# Màquina hidràulica

Vista detallada d'una bomba hidràulica.

Una Màquina hidràulica és una varietat de màquina de fluid que empra per al seu funcionament les propietats d'un fluid incompressible o que es comporta com a tal, a causa que la seva densitat a l'interior del sistema no pateix variacions importants.
Convencionalment s'especifica per als gasos un límit de 100 mbar per al canvi de pressió; de manera que si aquest és inferior, la màquina pot considerar-se hidràulica. Dins de les màquines hidràuliques el fluid experimenta un procés adiabàtic, és a dir no existeix intercanvi de calor amb l'entorn.

## Classificació

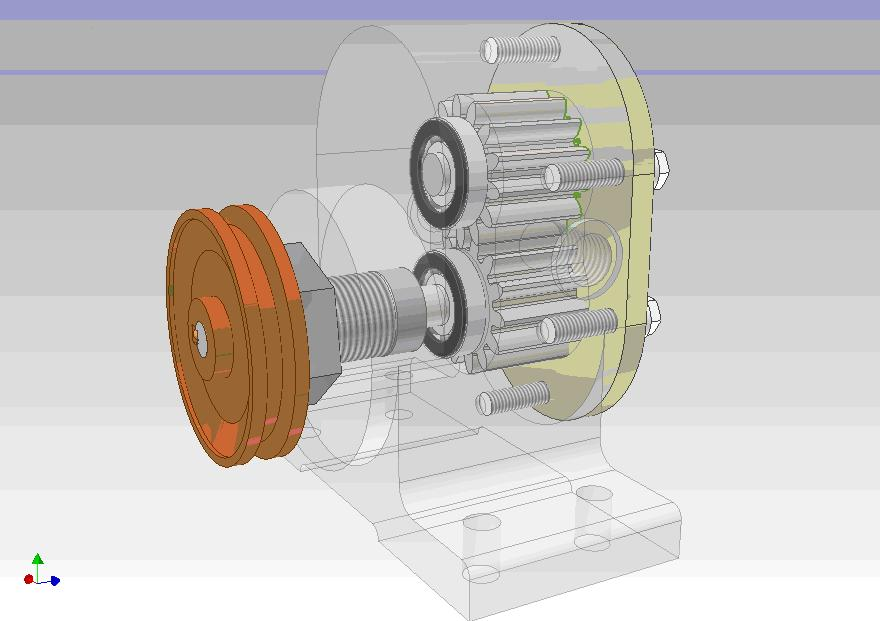
Bomba d'engranatges.

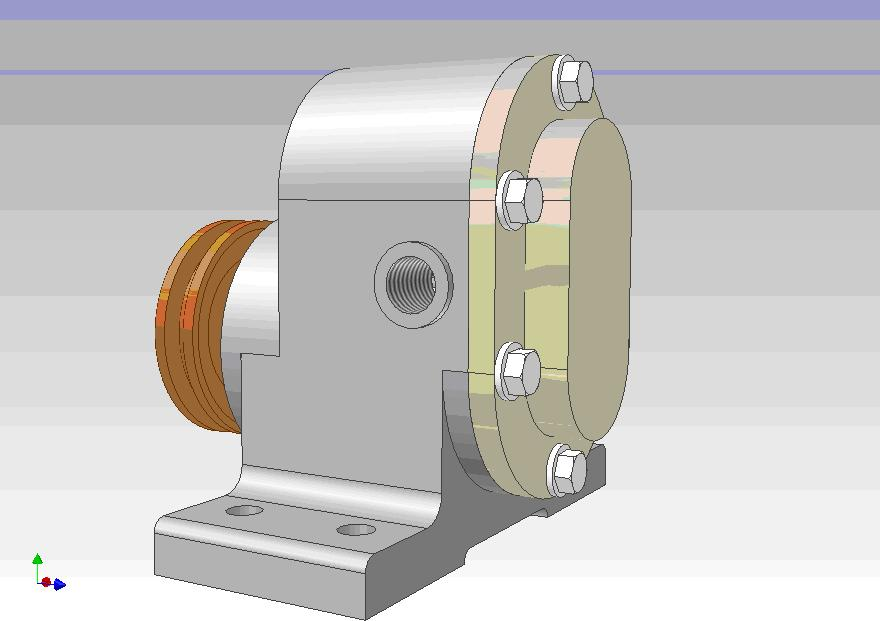
Bomba d'engranatges.

Les màquines hidràuliques poden classificar-se atenent a diferents criteris.

### Segons la variació d'energia
En els motors hidràulics, l'energia del fluid que travessa la màquina disminueix, obtenint-se energia mecànica, mentre que en el cas de generadors hidràulics, el procés és l'invers, de manera que el fluid incrementa la seva energia en travessar la màquina.
Atenent al tipus d'energia fluidodinámica que s'intercanvia a través de la màquina tenim:
- Màquines en les quals es produeix una variació de l'energia potencial, com per exemple el cargol d'Arquimedes.

- Màquines en les quals es produeix una variació de l'energia cinètica, com per exemple aerogeneradors, hèlixs o turbina pelton. Aquestes es denominen màquines d'acció i no tenen carcassa.

- Màquines en les quals es produeix una variació de l'entalpia (pressió), com per exemple les bombes centrífugues. Aquestes màquines es denominen màquines de reacció.

### Segons el tipus d'intercanvi
Tenint en compte la manera en què s'intercanvia l'energia dins de la màquina la seva classificació pot ser així:
- Màquines de desplaçament positiu o volumètriques. Es tracta d'un dels tipus més antics de màquines hidràuliques i es basen en el desplaçament d'un volum de fluid comprimint-ho. L'exemple més clar d'aquest tipus de màquines és la bomba d'aire per a bicicletes. Subministren un cabal que no és constant, per evitar-ho a vegades s'uneixen diverses per aconseguir una major uniformitat. Aquestes màquines són apropiades per a subministraments d'alta pressió i baixos cabals.

### Segons el tancament
Atenent a la presència o no de carcassa:
- Màquines no entubades com poden ser totes les que més tard es presenten màquines d'acció.
- Màquines entubades.

### Segons el moviment
Existeixen altres criteris, com la divisió en rotatives i alternatives, depenent de si l'òrgan bescanviador d'energia té un moviment rotatiu o alternatiu, aquesta classificació és molt intuïtiva però no atén al principi bàsic de funcionament d'aquestes màquines.

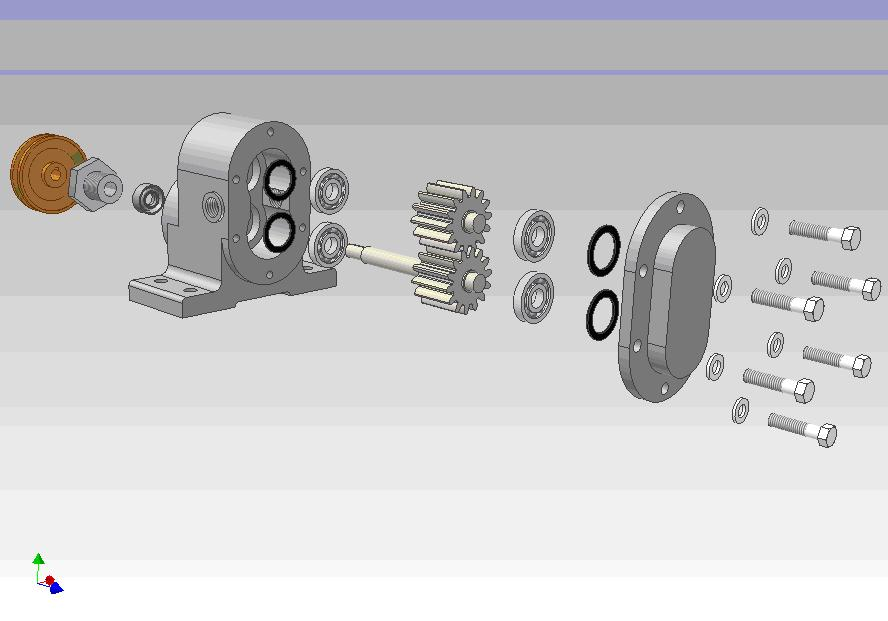
Bomba d'engranatges.

En la següent taula es mostra un resum de la classificació de les màquines hidràuliques (l=líquid, g=gas).
| Motores     | Volumètriques | Alternatives - Bombes d'èmbol                                                            |
| Motores     | Volumètriques | Rotatives - Bombes rotoestátiques                                                        |
| Motores     | Turbomàquines | Turbines hidràuliques Aerogeneradors (g) (Màquina axial)                                 |
| Generadores | Volumètriques | Alternatives - Bombes d'èmbol                                                            |
| Generadores | Volumètriques | Rotatives - Bombes rotoestátiques                                                        |
| Generadores | Turbomàquines | Bombes rotodinámiques o centrífugues (màquina radial) (l)Ventiladors (g) (Màquina axial) |

## Components
- Bombes
- Vàlvules de control
- Actuadors
- Dipòsits
- Acumuladors
- Canonades i mànegues
- Juntes i tancaments
- Bescanviadors
- Fluid hidràulic
- Sistemes de filtració
- Cargols